# Sulfure de lithium

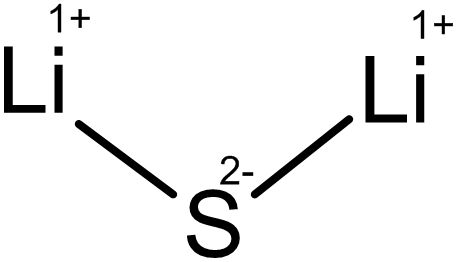
Sulfure de lithium

Le sulfure de lithium est un composé inorganique du lithium.
Il réagit avec les acides pour donner du sulfure d'hydrogène. Au contact de l'eau il forme du sulfure d'hydrogène.